# Peliala caeruleopicta
Peliala caeruleopicta är en fjärilsart som beskrevs av William Schaus 1913. Peliala caeruleopicta ingår i släktet Peliala och familjen nattflyn. Inga underarter finns listade i Catalogue of Life.